# Eubeckerella malaica
Eubeckerella malaica är en stekelart som beskrevs av T.C. Narendran 1999. Eubeckerella malaica ingår i släktet Eubeckerella och familjen kägelglanssteklar. Inga underarter finns listade i Catalogue of Life.